# Von etwas anderem
Von etwas anderem (tschechisch O něčem jiném) ist ein tschechoslowakischer Film von Věra Chytilová aus dem Jahr 1963. Der Film verknüpft zwei separate Erzählungen: eine über Věra, eine fiktive tschechoslowakische Hausfrau, und die andere über Eva, eine olympische Turnerin. Die echte olympische Goldmedaillengewinnerin Eva Bosáková spielt die Rolle von Eva.
Es ist Chytilovás erster Film in voller Länge. Er gehört zur Tschechoslowakischen Neuen Welle. Er hat 1963 den Hauptpreis beim Internationalen Filmfestival Mannheim-Heidelberg gewonnen. Der Film hat Lob von Filmkritikern und Akademikern erhalten.